# Pantanodon madagascariensis
Pantanodon madagascariensis foi uma espécie de peixe da família Poeciliidae. Foi endémica da Madagáscar. O seu habitat natural foi rios e pântanos. Foi extinto devido à perda de habitat.